# مطعم الفقراء

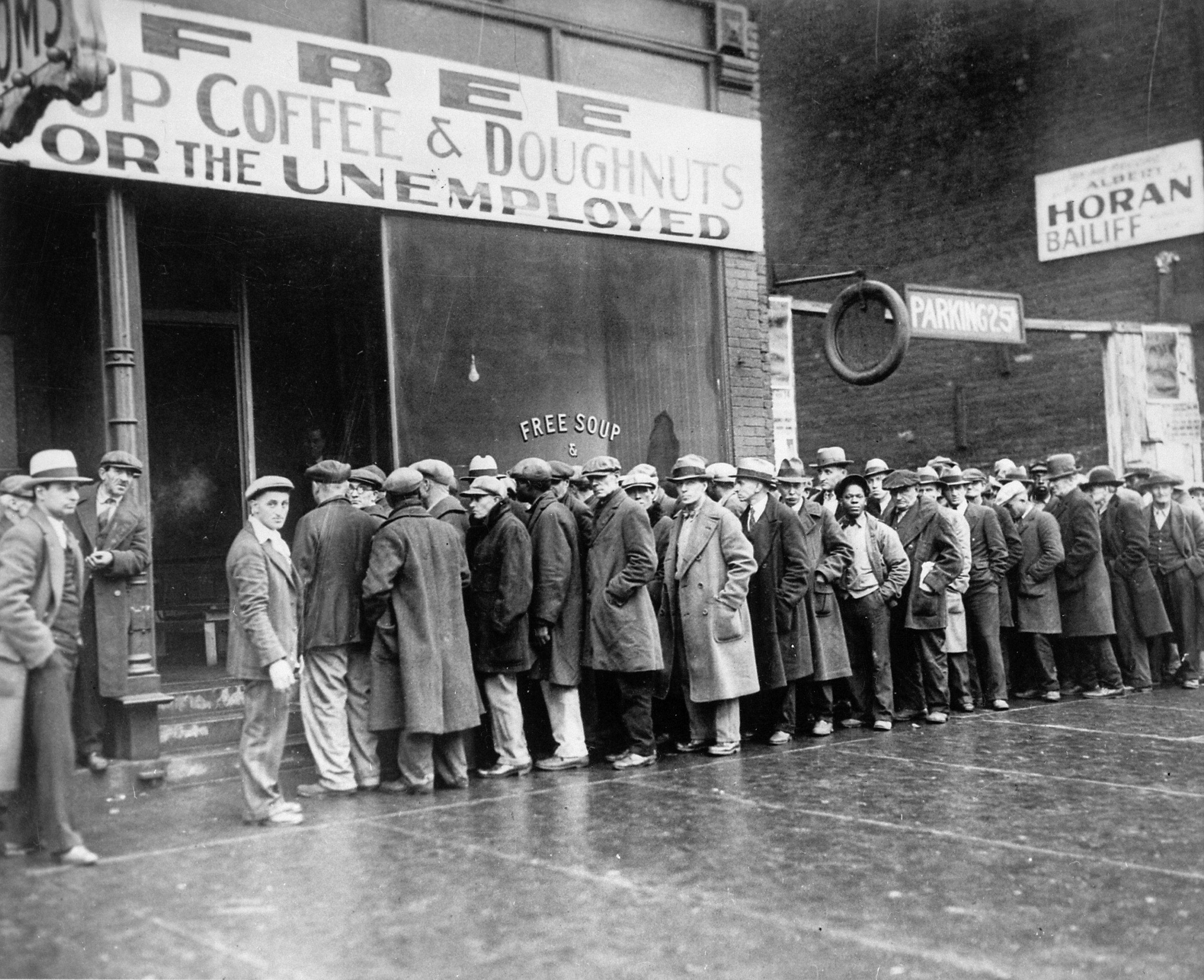
رجال عاطلون عن العمل يقفون في طابور أمام مطبخ للفقراء كُتب على لافتتة:"شوربة قهوة وكعكات مجانية للعاطلين عن العمل"،شيكاغو،1931م.

يعد مطبخ الفقراء أو مطبخ الطعام أو مركز الوجبات مكانًا يتم فيه تقديم الطعام للجائعين عادةً مجانًا أو أحيانًا بسعر أقل من سعر السوق مثل التبرع بالعملة المعدنية عند الزيارة غالبًا ما تقع مطابخ الفقراء في الأحياء ذات الدخل المنخفض  وغالبًا ما تعمل بها منظمات تطوعية  مثل الكنيسة أو مجموعات المجتمع  أحيانًا تحصل مطابخ الفقراء على الطعام من بنك الطعام مجانًا أو بسعر منخفض  لأنها تعتبر مؤسسة خيرية مما يسهل عليها إطعام العديد من الأشخاص الذين يحتاجون إلى خدماتها
تقدم العديد من مطابخ الفقراء التاريخية والحديثة الحساء فقط أو مجرد الحساء بالخبز لكن المؤسسات الأخرى التي تشير إلى نفسها على أنها مطبخ الفقراء تقدم أيضًا مجموعة واسعة من الأطعمة لذلك يناقشها علماء الاجتماع أحيانًا مع وكالات مماثلة للإغاثة من الجوع تقدم وجبات ساخنة أكثر تنوعًا مثل مطابخ الطعام ومراكز الوجبات
بينما كانت المجتمعات تستخدم طرقًا مختلفة لمشاركة الطعام مع الجياع لآلاف السنين  ربما ظهرت مطابخ الفقراء الأولى بالمعنى الحديث في أواخر القرن الثامن عشر  بحلول أواخر القرن التاسع عشر  كانوا موجودين في العديد من المدن الأمريكية والأوروبية  في الولايات المتحدة وأماكن أخرى أصبحت أكثر بروزًا في القرن العشرين خاصة خلال فترة الكساد الكبير مع تحسن الظروف الاقتصادية التي أعقبت الحرب العالمية الثانية مباشرة  أصبحت مطابخ الفقراء أقل استخدامًا  على الأقل في الاقتصادات المتقدمة  في الولايات المتحدة  كان هناك انتعاش في استخدام مطابخ الفقراء بعد التخفيضات في الرعاية الاجتماعية التي تم تنفيذها في أوائل الثمانينيات
في القرن الحادي والعشرين توسع استخدام مطابخ الفقراء في كل من الولايات المتحدة وأوروبا بعد الزيادات العالمية المستمرة في أسعار المواد الغذائية التي بدأت في أواخر عام 2006 نما الطلب على خدماتهم مع بدء الركود الكبير في تدهور الظروف الاقتصادية لهؤلاء ذوي الدخل المنخفض في معظم أنحاء أوروبا  زاد الطلب بشكل أكبر بعد تطبيق السياسات الاقتصادية القائمة على التقشف اعتبارًا من عام 2010 [بحاجة لمصدر]

## تاريخ
يصعب تحديد أول ظهور للمطابخ الفقراء عبر التاريخ اعترفت المجتمعات دائمًا بالالتزام الأخلاقي بإطعام الجياع كتب الفيلسوف سيمون ويل أن إطعام الجياع عندما يكون لدى المرء الموارد للقيام بذلك هو الالتزام الأكثر وضوحًا على الإطلاق وقالت أيضًا إنه منذ عهد مصر القديمة كان يُعتقد أن الناس بحاجة لإثبات أنهم ساعدوا الجياع من أجل تبرير أنفسهم في الحياة الآخرة  لطالما كان الحساء أحد أكثر الطرق اقتصادا وبساطة لتوفير الطعام المغذي لأعداد كبيرة من الناس
كانت الكنيسة المسيحية تقدم الطعام للجياع منذ أيام القديس بولس ومنذ العصور الوسطى المبكرة على الأقل كان هذا الطعام يقدم أحيانًا على شكل حساء  من القرن الرابع عشر إلى القرن التاسع عشر تم بناء مطابخ الفقراء الإسلامية التي تسمى امارتس  في جميع أنحاء الإمبراطورية العثمانية غالبًا ما كان الحساء والخبز هو الطعام الرئيسي الذي يتم تقديمه على الرغم من أنه في بعض الأحيان يتم تقديم الأرز واللحوم والفواكه والحلويات 
كتب المؤرخ الاجتماعي كارل بولاني أنه قبل أن تصبح الأسواق الشكل المهيمن للتنظيم الاقتصادي في العالم في القرن التاسع عشر كانت معظم المجتمعات البشرية إما تتضور جوعًا معًا أو لا تتضور على الإطلاق  لأن المجتمعات تشارك طعامها بشكل طبيعي عندما بدأت الأسواق في استبدال الأشكال القديمة لتخصيص الموارد مثل إعادة التوزيع  والمعاملة بالمثل  والاكتفاء الذاتي فإن المستوى العام للأمن الغذائي للمجتمع سيرتفع عادة لكن انعدام الأمن الغذائي يمكن أن يصبح أسوأ بالنسبة لأفقر شريحة في المجتمع وظهرت الحاجة إلى المزيد من الأساليب الرسمية لتزويدهم بالطعام 

## ظهور مطعم الفقراء الحديث
تم إنشاء أقدم مطابخ الفقراء الحديثة من قبل المخترع السير بنيامين طومسون  الذي كان يعمل كمساعد للناخب بافاريا في تسعينيات القرن التاسع عشر كان طومسون لاجئًا مواليًا لأمريكا من نيو إنجلاند ومخترعًا كرمته بافاريا باسم الكونت رومفورد كان الكونت مدافعًا بارزًا عن تخفيف الجوع حيث كتب منشورات تمت قراءتها على نطاق واسع في جميع أنحاء أوروبا 
لقيت رسالة الكونت رومفورد استقبالًا جيدًا بشكل خاص في بريطانيا العظمى حيث شغل سابقًا منصبًا حكوميًا رفيعًا لعدة سنوات وكان يُعرف باسم العقيد ظهرت في الآونة الأخيرة حاجة ملحة في بريطانيا للإغاثة من الجوع  بسبب دورها الرائد في قيادة الثورة الصناعية في حين أن التطور التكنولوجي والإصلاحات الاقتصادية كانا يزدادان بشكل سريع الازدهار العام فإن ظروف أفقر الناس كانت تزداد سوءًا في كثير من الأحيان  حيث تعطلت أساليب الحياة التقليدية  في السنوات الأخيرة من القرن الثامن عشر  كانت مطابخ الفقراء التي تعمل وفقًا للمبادئ التي ابتكرها رومفورد موجودة في جميع أنحاء إنجلترا وويلز واسكتلندا حيث يتم إطعام حوالي 60.000 شخص منها يوميًا في لندن وحدها
في حين أن مطابخ الفقراء كانت تحظى بتقدير جيد في البداية  إلا أنها جذبت انتقادات من البعض لتشجيعها على التبعية وأحيانًا على المستوى المحلي لجذب المتشردين إلى منطقة ما  في بريطانيا تم جعلهم غير قانونيين  إلى جانب أشكال أخرى من المساعدة بصرف النظر عن دور العمل بموجب قانون تعديل قانون الفقراء لعام 1834 
خلال المجاعة الأيرلندية في القرن التاسع عشر والتي ربما مات فيها ما يصل إلى مليون شخص أصدرت الحكومة البريطانية قانون الإغاثة المؤقتة المعروف أيضًا باسم قانون مطبخ الفقراء في فبراير 1847 وقد عدل القانون القيود المفروضة على الحكم  من المساعدة خارج دور العمل طوال فترة المجاعة والسماح صراحة بإنشاء مطابخ الفقراء في أيرلندا لتخفيف الضغط من نظام القانون الفقير المنهك والذي ثبت أنه غير مناسب تمامًا للتعامل مع الكارثة
سرعان ما تم تخفيف الحظر المفروض على مطابخ الفقراء في البر الرئيسي لبريطانيا أيضًا على الرغم من أنها لم تصبح سائدة مرة أخرى كما كانت في أوائل القرن التاسع عشر  جزئيًا منذ خمسينيات القرن التاسع عشر فصاعدًا  بدأت الظروف الاقتصادية بشكل عام في التحسن حتى بالنسبة لأفقر الناس  خلال العقود القليلة الأولى بعد عودة مطابخ الفقراء إلى البر الرئيسي لبريطانيا  كانت في البداية منظمة بشدة وتديرها مجموعات مثل جمعية المنظمات الخيرية  حتى في أوائل القرن العشرين  كان صحفيو الحملات مثل بارت كينيدي ينتقدونهم بسبب طوابيرهم الطويلة  وللأسئلة المهينة التي يطرحها الموظفون على الجياع قبل تقديم أي حساء 

## انتشاره في الولايات المتحدة الأمريكية
انتشر مفهوم مطابخ الفقراء إلى الولايات المتحدة من أيرلندا بعد المجاعة الكبرى وما صاحب ذلك من هجرة إيرلندية إلى العالم الجديد  تم إنشاء أقدمها في سبعينيات القرن التاسع عشر  تزامن الارتفاع الحاد في عدد الجياع الناتج عن الركود الصناعي مع نجاح AICP والفرع الأمريكي لجمعية المنظمات الخيرية في الحصول على أشكال مختلفة من الإغاثة في الهواء الطلق ب المحظورة وقد أدى ذلك إلى قيام المجتمع المدني بإنشاء مطابخ للفقراء  للمساعدة في إطعام الفقراء الذين لا يرغبون في إخضاع أنفسهم للتنظيم الصارم للدور الذي تفضله الجمعيات الخيرية 